# Громадянська війна в Парагваї (1947)
Громадя́нська війна́ в Парагва́ї (1947) (ісп. Guerra civil paraguaya de 1947) або Револю́ція пінанді́, також, Револю́ція гуарані́, босоногих) — збройний конфлікт між суспільно-політичними силами в Парагваї в період між березнем і серпнем 1947 року.

## Передумови конфлікту
У 1940 році президент Іхініо Моріньїґо, прийшовши до влади, призупинив дію конституції й заборонив політичні партії. Правління Морініґо супроводжувалося численними заворушеннями та страйками. У лютому—квітні 1944 року відбувся ряд робочих страйків у столиці Парагваю — Асунсьйоні. У лютому 1945 року відбувся загальний страйк, «спрямований проти декрету Морініґо про суворий контроль уряду над профспілками і про відрахування 3 % від заробітної плати робітників у державний фонд соціального забезпечення». Страйк було жорстоко придушено, профспілки розігнані, а близько 700 страйкарів кинуті в концентраційні табори в Чако.
У 1946 році президент Морініґо був змушений піти на деякі поступки. Була дозволена легальна діяльність заборонених партій — Ліберальної (ісп. Partido Liberal Radical Auténtico) та Фебрерістичної (ісп. Partido Revolucionario Febrerista). Також були вигнані з державного сектора ті, хто підтримував нацистів нацистів, і відновлена свобода слова. Під тиском опозиційних партій і Руху молодих офіцерів, що виник у тому ж році в армії та ставив своєю метою відновлення демократичних свобод, у країні було створено коаліційний уряд з представників армії, лідерів «Колорадо» і Фебрерістичної партії (Ліберальна партія не була допущена до керівництва країною).
Однак до кінця 1946 року Морініґо порушив дані ним зобов'язання. У грудні того року Морініґо й партія «Колорадо» за підтримки своїх партійних воєнізованих угруповань «Гіон Рохо» спробували вчинити державний переворот, який не увінчався успіхом. Фебрерістична партія заявила протест і 11 лютого 1947 року вийшла з уряду, після чого до супротивників режиму поновилися репресії та терор.
На початку 1947 року в країні було введено воєнний стан і заборонені всі опозиційні партії. Це призвело до вибуху обурення, масових збройних виступів, які переросли потім у громадянську війну.
Фебрерісти негайно сформували коаліцію з Ліберальною та Комуністичною партією проти Морініґо. Рафаель Франко очолив повстання, яке стало громадянською війною, після того як збройні сили Парагваю, які раніше залишалися лояльними до уряду, розділилися, причому більша частина військово-морського флоту і піхоти підтримала виступ повстанців.
На боці повстанців були всі політичні партії, за винятком «Колорадо», більшість банкірів і підприємців та 80 % офіцерів. З одинадцяти дивізій чотири приєдналися до повстанців.
На боці уряду були «Колорадо», три кавалерійські дивізії в Кампо-Гранде, три дивізії (піхотна, зв'язківців та інженерів) в Асунсьйоні й артилерійський дивізіон з Парагуарі.

## Війна
8 березня 1947 року містах Консепсьйон і Чако повстали 1-а «Camacho» (що складається з двох полків) і 2-а «Concepción» (що складається з двох полків) піхотні дивізії, яких підтримали частини ВМС, ВПС і союз Ліберальної, Фебрерістскої й Комуністичної партій. Влада в Консепсьоні перейшла в руки повстанців. Було утворено Тимчасовий революційний уряд на чолі з полковником С. Вільяґрою. Повсталі висунули вимоги про «демократизацію країни й проведення вільних виборів на Установчих зборах».
Уряд Морініґо кинув на придушення повстання Перший армійський корпус у складі 1-ї кавалерійської дивізії (що складалася з трьох полків), 14-го піхотного полку «Gerro Cora», 1-го артилерійського полку «General Bruguez», 1-го полку Z. «General Aquino» і полку зв'язку. У зону бойових дій були також відправлені: третя піхотна і 2-а кавалерійська дивізії двополкового складу, 6-й кавалерійський полк «General Caballero», 1-й та 4-й батальйони Z. «General Aquino» і «Aquidaban» (надалі був сформований Другий армійський корпус і 3-я кавалерійська дивізія складалася з трьох бригад). Крім того, на боці уряду активно боролися загони «Гіон Рохо», поповнені найбільш затурканою й відсталою частиною селянства (pynandí).

## Результати
Громадянська війна в Парагваї тривала трохи більше п'яти місяців. Повстанці змогли завдати урядовим військам ряду поразок і навіть узяти в облогу Асунсьйон, але на початку серпня 1947 року вони були розгромлені. Основною причиною придушення повстання стали розбіжності між його керівниками та їх суперництво в боротьбі за захоплення ключових позицій. Суттєву роль у розгромі повстанців відіграла також допомога уряду Морініґо грошима, зброєю й боєприпасами з боку Аргентини та США. Більш того, американський військовий аташе в Парагваї особисто керував каральними операціями урядових військ. Пізніше в одному зі своїх документів ПКП підкреслила, що «головним ворогом парагвайського народу залишається імперіалізм США, який постійно втручається у внутрішні справи країни».
Після закінчення громадянської війни збройні загони «Гіон Рохо» розпочали жорстокий терор по всій країні. «Колорадо» була оголошена офіційною партією, всі інші політичні організації були заборонені. В результаті громадянської війни 1947 року в Парагваї було вбито 55 тис. осіб. До 50 тис. із них були мирними жителями. 5 тис. осіб було кинуто в тюрми і 150 тис. парагвайців емігрували з країни.